# Rudawka guamska
Rudawka guamska (Pteropus tokudae) – wymarły gatunek ssaka z podrodziny Pteropodinae w obrębie rodziny rudawkowatych (Pteropodidae). 

## Taksonomia
Gatunek po raz pierwszy zgodnie z zasadami nazewnictwa binominalnego opisał w 1934 roku angielsko-amerykański zoolog George Henry Hamilton Tate nadając mu nazwę Pteropus tokudae. Holotyp pochodził z Guam, z Marianów, w Stanach Zjednoczonych. 
Niezwykle ograniczone dane genetyczne zebrane ze starego okazu znajdującego się w muzeum pozwalają umiejscowić P. tokudae w pobliżu P. pelagicus. Autorzy Illustrated Checklist of the Mammals of the World uznają ten gatunek za monotypowy. 

### Etymologia
- Pteropus: gr. πτερόπους pteropous „skrzydłostopy”, od πτερον pteron „skrzydło”; πους pous, ποδος podos „stopa”[7].
- tokudae: dr Mitoshi Tokuda (1906–1975), japoński teriolog, napisał szereg prac naukowych w latach 30. i 40. XX wieku, w tym „A Revised Monograph of the Japanese and Manchou-Korean Muridae” (1941), a także przetłumaczył na język japoński „O powstawaniu gatunków” Charlesa Darwina[8].

## Zasięg występowania
Rudawka guamska występowała endemicznie na wyspie Guam, z archipelagu Marianów, należącym do Stanów Zjednoczonych.

## Status zagrożenia
Został zanotowany po raz pierwszy w 1931, opisany naukowo w 1934 roku. Często dzielił siedliska z pokrewnym gatunkiem, Pteropus mariannus. Złapano tylko trzy osobniki, ostatni żywy okaz był samicą złapaną w 1967 roku, a trzecim osobnik zastrzelony przez myśliwych w 1968. Od tamtej pory pomimo szeroko zakrojonych badań terenowyc nie stwierdzono jego wystąpienia. Przyczyną wymarcia najprawdopodobniej były intensywne polowania miejscowej ludności (Czamorro), ale mogło to mieć związek z wprowadzeniem mnangrowca brunatnego (Boiga irregularis).